# آرمن تاتور
آرمن تاتور (ارمنی: Արմեն Տատուր؛  زادهٔ ۱۹۲۰ - درگذشته ۲۰۰۸)، نویسنده و مترجم اهل ارمنستان بود.

## زندگی‌نامه
وی با نام اصلی آرمن هاروتیونی تاتوریان (ارمنی: Արմեն Հարությունի Տատուրյան) در ۱۹۲۰ در کیلیکیه، ولایت آدانا به دنیا آمد در سال ۱۹۲۲ به همراه خانواده به مصر نقل مکان نمود و در سال ۱۹۳۹ از دانشگاه آمریکایی قاهره و در سال از دانشگاه لندن فارغ‌التحصیل شد.  وی در ۲۰۰۸ در سن ۸۸ سالگی در لس آنجلس، کالیفرنیا درگذشت.